# Protostoria della penisola iberica

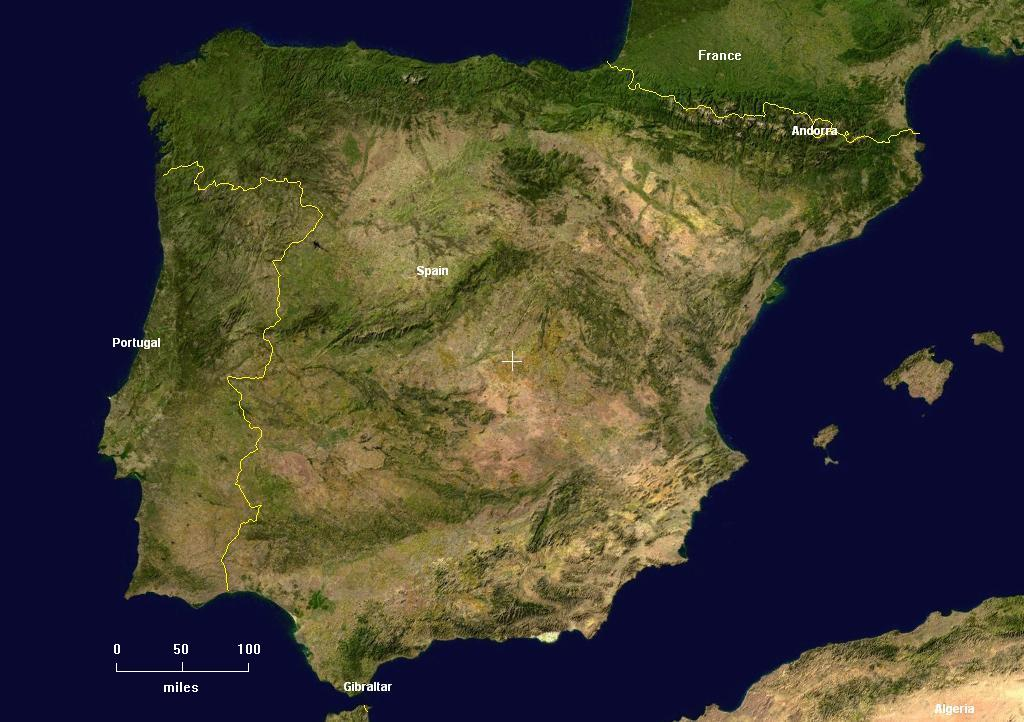
La penisola iberica ripresa dal satellite.

La protostoria della penisola iberica iniziò nel calcolitico e si concluse nell'età del ferro quando fenici e greci importarono nella penisola la scrittura dando inizio al periodo storico.

## Cronologia

### Calcolitico

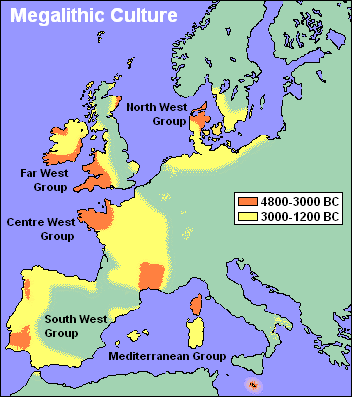
Diffusione della cultura megalitica in Europa

Il calcolitico o età del rame è la fase più antica della metallurgia che segna l'inizio della protostoria. Anche se la pietra non venne ancora rimpiazzata completamente, metalli quali rame, argento e oro furono lavorati per la prima volta e utilizzati per la fabbricazione di utensili e armi. Il calcolitico è anche il periodo nel quale ebbe inizio un primo processo di stratificazione sociale e, nel caso dell'Iberia, il periodo dell'apparizione delle prime civiltà evolute e dell'avvio dei commerci con terre lontane quali il Baltico e l'Africa.
Convenzionalmente l'inizio del calcolitico in Iberia è datato al 3000 a.C. Specialmente nel sud della penisola, nei secoli successivi,  gioielli in metallo (decorativi o rituali) divennero sempre più comuni. Si registra inoltre un incremento del commercio di ambra dal Baltico e di avorio e uova di struzzo dal Nord Africa.
Questo è inoltre il periodo dell'avvento del megalitismo e dell'apparizione delle sepolture collettive. Nel primo calcolitico questo fenomeno culturale, forse di natura religiosa, si espande in tutte le regioni atlantiche e in tutto il sud della penisola. Le regioni più interne e quelle mediterranee della penisola rimasero invece perlopiù estranee a tale fenomeno.
Nel primo calcolitico si registra inoltre la comparsa di un nuovo tipo di monumento sepolcrale, la thòlos, e le grotte artificiali. Queste innovazioni sono soprattutto riscontrabili nelle area più sviluppate dell'Iberia meridionale. Sempre nel sud della penisola, nel 2600 a.C. circa incominciano a svilupparsi le prime comunità urbane. I più importanti centri urbani del periodo furono quelli di Los Millares nella Spagna sud-orientale e di Zambujal (appartenente alla cultura di Vila Nova de Sao Pedro) situato nell'Estremadura portoghese.

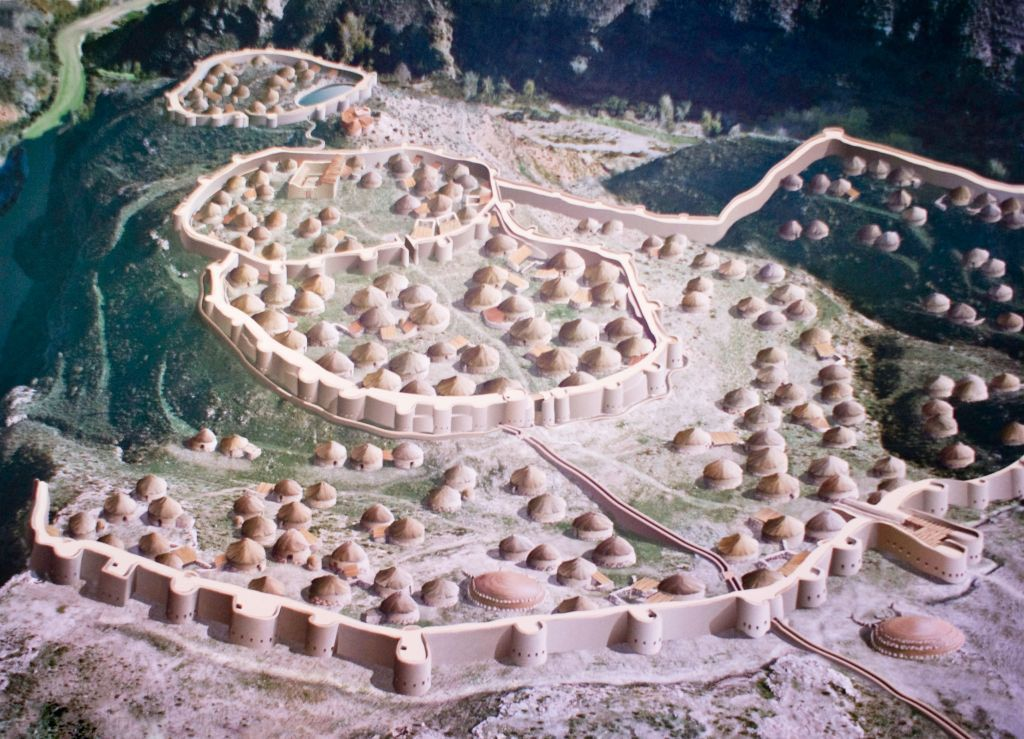
Ricostruzione dell'insediamento di Los Millares

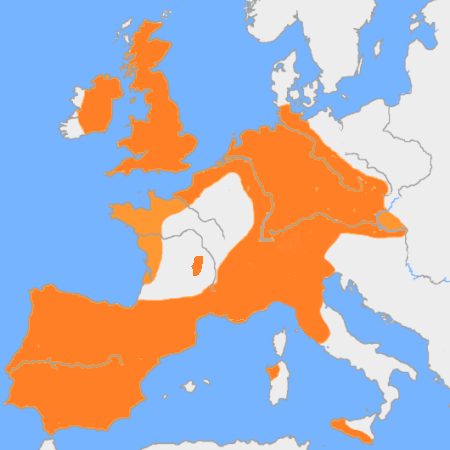
Estensione della cultura del vaso campaniforme

Ancora non è chiaro se la nascita di queste nuove forme di civiltà sia da ricollegare a contatti con il Mediterraneo orientale. Le strutture a tholos in effetti non hanno precedenti nella penisola ma d'altra parte non ci sono altre evidenze materiali che possano far pensare a scambi culturali con l'oriente.
Alla metà del III millennio a.C. fa il suo ingresso nella penisola iberica la cultura del vaso campaniforme di probabile derivazione centro-europea . Dopo una prima fase contraddistinta dallo stile detto "Corded" nella penisola vengono prodotti dei nuovi stili caratteristici. Lo stile più importante è quello definito Marittimo o Internazionale che viene associato al megalitismo e rimase in uso per secoli in tutta la penisola iberica e nella Francia meridionale.
Dal 1900 a.C. circa la cultura del vaso campaniforme nella penisola iberica si suddivise in differenti facies regionali che produssero altrettanti stili ceramici differenti, fra i più significativi si possono citare: lo stile di Palmela in Portogallo, lo stile Continentale delle pianure e lo stile di Almeria di Los Millares. Come in altre parti d'Europa, la comparsa della cultura del vaso campaniforme non portò alla scomparsa delle culture preesistenti.

### Età del bronzo

#### Bronzo antico
Il sud-est iberico divenne il centro principale della metallurgia del bronzo sin dal 1800 a.C.. Qui la civiltà di Los Millares fu sostituita da quella di El Argar; inizialmente la discontinuità fra le due culture è evidenziata dall'abbandono del centro urbano principale di Los Millares e l'apparizione di strumenti in bronzo e in bronzo arsenicato.
Da questo centro la tecnologia del bronzo si diffuse in altre aree peninsulari. Le più importanti sono:
- Bronzo della Mancha: Nel territorio della La Mancia, eresse insediamenti fortificati noti come Motillas.
- Bronzo del Levante: Nella comunità di Valenzia. Le loro città erano di piccole dimensioni e intrattenerono intensi contatti con le vicine popolazioni di El Argar
- Bronzo iberico del sud-ovest: Nel Portogallo meridionale e nel sud-ovest della Spagna. Questo orizzonte archeologico è scarsamente documentato, fra i rinvenimenti più importanti si segnalano i pugnali in bronzo. Il bronzo iberico del sud-ovest mostra una propensione ad espandersi verso nord.
- Cultura di Cogotas I: le popolazioni pastorali delle pianure divengono per la prima volta culturalmente unite. Il loro artefatto tipico è una ceramica rozza di forma troncoconica.

Alcune aree, come quella occupata dalla civiltà di Vila Nova , rimasero immuni alla diffusione della metallurgia del bronzo rimanendo di fatto ferme al periodo calcolitico.

#### Bronzo medio

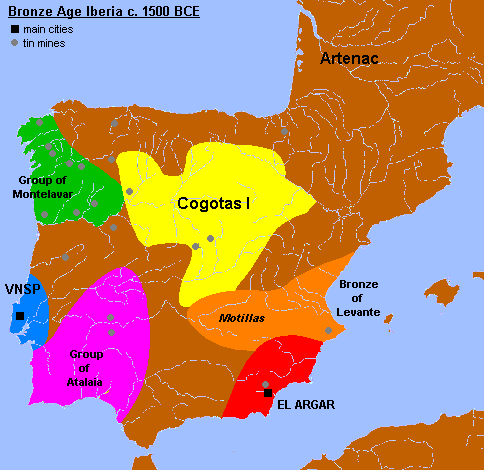
Mappa della penisola iberica durante la media età del bronzo (1500 a.C.) che mostra le culture più importanti, i due maggiori centri urbani e la localizzazione delle principali miniere di stagno

Non si riscontrano grandi cambiamenti culturali rispetto alla fase precedente tanto che questo periodo può essere sostanzialmente considerato come una sua evoluzione. La novità più importante avvenne all'interno della civiltà di El Argar che adottò il costume funerario, di probabile derivazione egeica, dei pithoi. Questa fase della civiltà di El Argar è conosciuta dagli studiosi come El Argar B ed ebbe inizio nel 1500 a.C. circa. Nelle isole Baleari si sviluppa la civiltà talaiotica.
Il nord-ovest della penisola (Galizia e Portogallo settentrionale) ricco di stagno (elemento fondamentale per la produzione del bronzo) divenne un importante centro minerario. I manufatti tipici di quest'area geografico-culturale sono delle asce in bronzo (Gruppo di Montelavar).
Nella regione semideserta della Mancia vengono erette le prime Motillas . Questo gruppo è strettamente legato al gruppo della cultura del Levante ed utilizza la stessa cultura materiale.

#### Bronzo recente

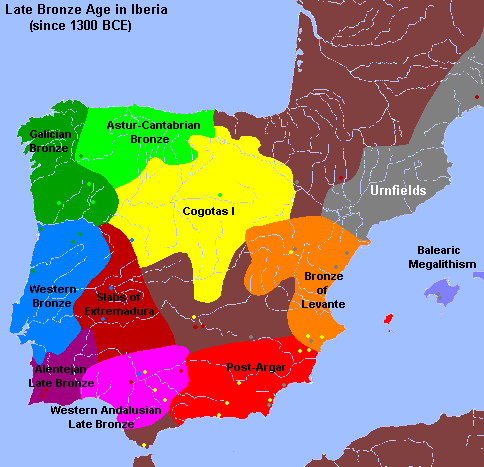
Le maggiori culture protostoriche della penisola iberica durante il bronzo recente (1300 a.C. circa)

A partire dal 1300 a.C. importanti cambiamenti avvengono nella penisola:
- Scomparsa della cultura calcolitica di Vila Nova che viene rimpiazzata da una cultura non-urbana il cui tratto distintivo sono delle ceramiche bruciate esternamente.
- Anche la civiltà di El Argar che era stata una cultura molto omogenea, secondo alcuni addirittura considerabile come uno stato unitario, si disunisce in varie città fortificate indipendenti fra loro.
- Abbandono delle Motillas
- La cultura dei campi di urne appare nel nord-est occupando la Catalogna e le aree contigue.

- Il bronzo iberico del sud-ovest mostra dei segnali di interazione con le culture atlantiche della Gran Bretagna e della Francia. Questa interazione è chiamata Età del bronzo atlantica. Nella valle del Guadalquivir si sviluppa la prima cultura differenziata caratterizzata da alcune ceramiche bruciate internamente; questo gruppo può essere messo in relazione con la semi-leggendaria città-stato di Tartesso.

### Età del ferro
Durante la prima età ferro nella penisola iberica si possono riconoscere due centri culturali principali: La cultura proto-celtica dei campi di urne del nord-est e le colonie fenicie del sud.

#### Espansione celtica

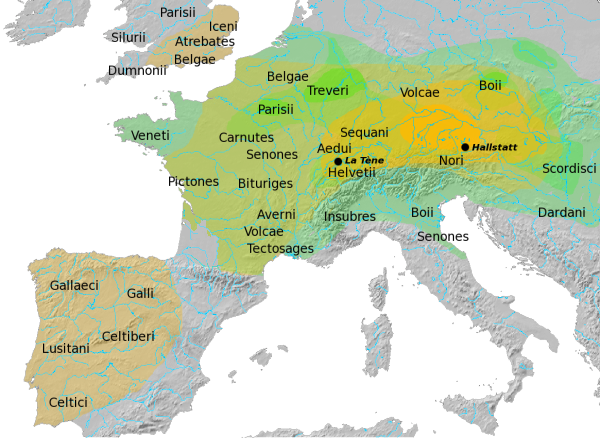
Estensione approssimata dei Celti nella seconda metà del I millennio a.C.

A partire dalla fine dell'VIII secolo a.C., la cultura dei campi di urne del nord-est comincia ad incorporare la metallurgia del ferro e, infine, elementi culturali e innovazioni tipiche della cultura di Hallstatt . In questo periodo si espande verso il fiume Ebro ad ovest, arrivando fino a La Rioja e (in una forma ibrida locale) ad Álava, ma anche a sud nella provincia di Castellón, con influenze meno marcate che arrivano anche più a sud.
Nei secoli successivi la differenziazione sociale è più visibile e vi è anche la prova della esistenza di regni locali e di un'élite di cavalieri. È possibile che queste trasformazioni siano state favorite dall'arrivo di nuove popolazioni celtiche provenienti dall'Europa centrale portatrici della cultura di Hallstatt.

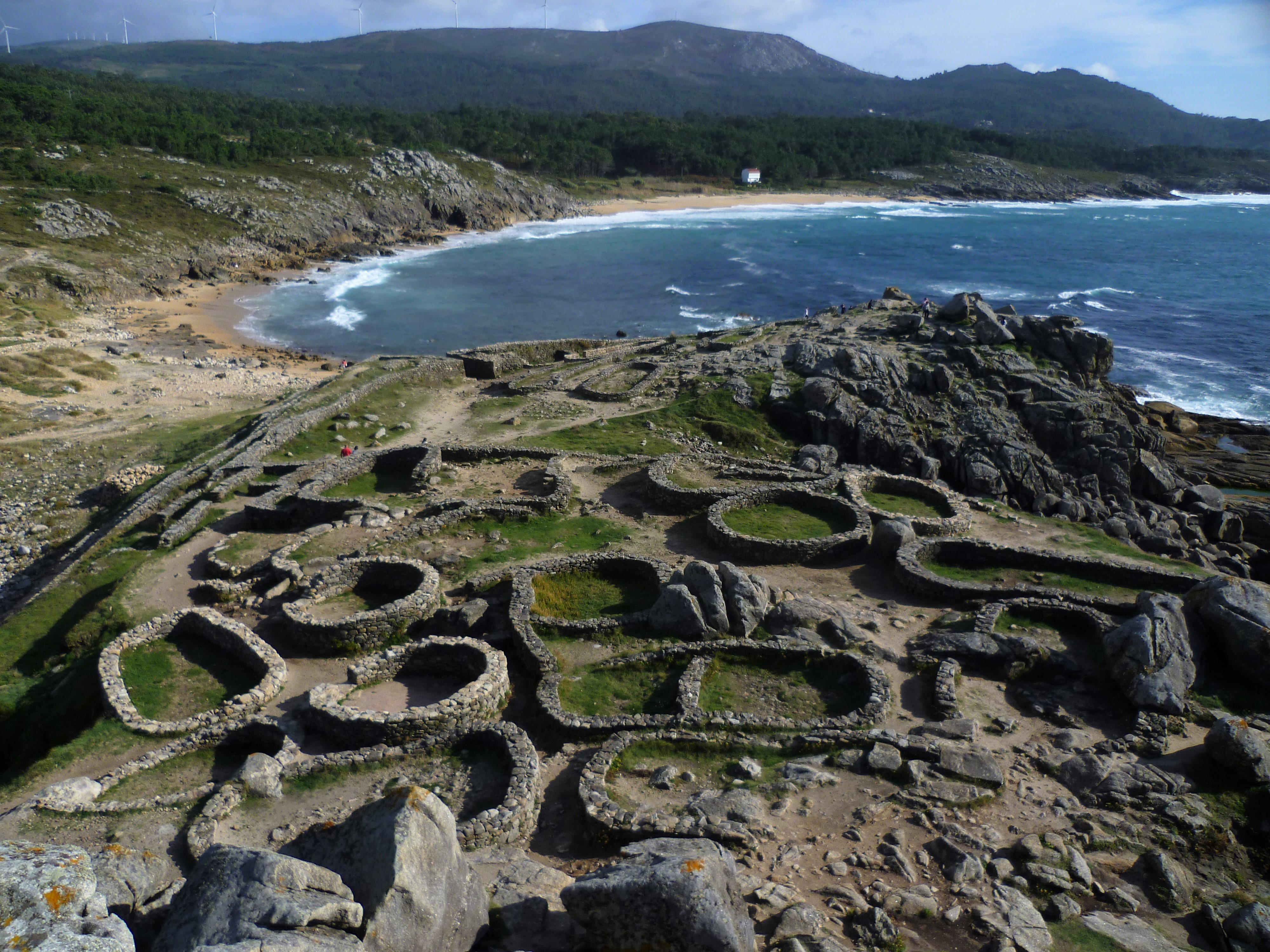
Il Castro celtico detto Castro de Baroña presso Porto do Son, in Galizia

Dagli avamposti dell'alto Ebro e delle montagne, la cultura celtica si espanse verso l'altopiano e la costa atlantica. Possono essere riconosciuti diversi gruppi regionali:
- Il gruppo di Bernorio-Miraveche: nelle provincie di Burgos e Palencia, che influenzò i popoli della frangia settentrionale della penisola.
- Il gruppo di Duero: probabile precursore del Vaccei.
- La cultura Cogotas II: probabile precursore del Vettoni, di spiccato carattere pastorale, si espanse verso sud fino in Extremadura.
- Il gruppo dei castri lusitano: nel Portogallo centrale, precursore del Lusitani.
- La cultura dei castri del nord-ovest: nel Nord del Portogallo e in Galizia, mostra parallelismi con il gruppo lusitano ma presenta forti peculiarità dovute alla persistenza del substrato del bronzo atlantico.

Tutti questi gruppi indo-europei hanno alcuni elementi in comune tra i quali la ceramica "pettinata" e un corredo bellico uniforme.
Intanto dal 600 a.C. la cultura dei campi di urne del nord-est è sostituita dalla cultura iberica, proveniente forse dal sud-est, in un processo che non sarà completato fino al IV secolo a.C.. Questo sconvolgimento causò una separazione fisica fra i Celti dell'Europa centro-occidentale e i Celti della penisola che non ricevettero mai le innovazioni tipiche della cultura di La Tène, tra cui il Druidismo. Con l'arrivo dei Greci e Fenici anche nella penisola iberica si diffonde la scrittura ed avviene così il passaggio dalla fase protostorica a quella storica.